# Richard Weigel
Richard Wilhelm Weigel (* 3. April 1854 in Sosa; † 3. August 1901 in Schleiz) war ein deutscher Kaufmann und Politiker.

## Leben
Weigel war der Sohn des Wagners August Friedrich Weigel in Sosa und dessen Ehefrau Auguste Wilhelmine geborene Uhlmann. Weigel, der evangelisch-lutherischer Konfession war, heiratete am 26. Juni 1882 in Schleiz Louise Wilhelmine Liebold (* 31. Dezember 1856 in Schleiz; † 2. August 1930 ebenda), die Tochter des Fläschners Franz Ludwig Lippold (ab 1858: Liebold).
Weigel war Kaufmann in Schleiz. Dort war er ab Januar 1900 stellvertretender Bürgermeister.
Von 1898 bis zu seiner Wahl als stellvertretender Bürgermeister gehörte er dem Stadtrat von Schleiz an. Vom 27. Oktober 1895 bis zum 16. September 1898 war er Mitglied im Landtag Reuß jüngerer Linie.